# فايكنغز (الموسم 2)
فايكنغز (الموسم 2) هو الجزء الثاني من المسلسل التلفزيوني الدرامي التاريخي، كتبه وأنشأه مايكل هيرست لقناة التاريخ الكندية.
عرض الموسم الثاني لأول مرة في 27 فبراير 2014 في كندا واختتم في 1 مايو 2014، ويتكون من عشر حلقات.

## طاقم العمل والشخصيات

### الأساسيين
- ترافيس فيميل بدور راغنار لوثبروك
- كاثرين وينيك بدور لاغيرثا، زوجة راغنار الأولى، بعد تركها لراغنار، تصبح إيرل إنغستاد من هيديبي
- كليف ستاندين بدور رولو، أخ راغنار
- جيسالين جيلسيج بدور سيغي، زوجة الإيرل هارلدسون
- جوزتاف سكارسجارد بدور فلوكي، بنّاء السفن وصديق راغنار
- جورج بلاجدين بدور أثيلستان، راهب من نورثمبريا ممزق بين آلهة الفايكنغ وإله المسيحية، ومستشار لكل من الإيرل راغنار والملك إيكبرت.
- الكسندر لودفيج بدور بيورن يارنسيدا، أبن راغنار ولاغيرثا
- أليسا سثرلاند بدور الأميرة آسلوغ[3]
- دونال لوغ بدور الملك هوريك الأول
- لينوس روش بدور الملك إيكبرت في ويسيكس، الملك الماكرة لويسيكس

### ظهروا بشكل متواتر
- توربيورن هار بدور إيرل بورغ، إيرل جوتالاند
- جيفرسون هول بدور تورستاين، أحد محاربي راغنار وأقرب أصدقاءه
- مود هيرست بدور هيلغا، امرأة فلوكي
- مورغان ج. جونز بدور المتحدث باسم القانون في كاتيغات
- كاري كراولي بدور اليسف، زوجة إريك
- جون كافانا بدور الرائي/المشعوذ
- كورماك ميليا بدور أوبي، الابن الأكبر لراغنار وأسلوغ
- كاثال أوهالين في دور هفيتسرك، الابن الثاني لراغنار وأسلوغ
- إيدفين إندر بدور إيرلندور، أبن الملك هوريك
- مورتن ساس سورباللي بدور إيرل سيغفارد، زوج لاغيرثا الثاني
- مو دانفورد بدور الأمير إيثلولف من ويسيكس، أبن الملك إيكبرت
- دونكان لاكروا بدور إيلدورمان ويرفرث، خادم الملك إيكبرت
- فيليب أوسوليفان بدور الأسقف إدموند
- جورجيا هيرست بدور تورفي، زوجة جارل بورج
- ريتشارد أشتون بدور ثورفارد، محارب فايكنغ موالي للملك هوريك
- غايا فايس بدور بورون، عبده وحبيبة بيورون
- ستيف وول بدور إينار، أحد أقارب الإيرل سيغفارد
- إيفان كاي بدور أيلا ملك نورثمبريا
- جيني جاك بدور الأميرة جوديث من نورثمبريا، ابنة الملك أيلا وزوجة إيثلولف
- إيمي بيلي بدور الأميرة كوينثريث من ميرسيا

### الضيوف
- ناثان أوتول بدور بيورن يارنسيدا في صغره، وأبن راغنار ولاغيرثا
- تادج مورفي بدور آرني، أحد محاربي راغنار
- أنا آستروم بدور هيلد، خادمة في كاتيغات
- جاي دوفي بدور ثاني أبناء الملك هوريك
- ألان ديفاين بدور إيالدورمان إيديريك، خادم الملك إيكبرت
- ادموند كينتي بدور أسقف سويثرن من وينشستر
- ينس كريستيان بوخوف لوند بدور أولريك
- كاثي وايت بدور الملكة إلسويث من نورثمبريا، زوجة الملك أيلا
- إليزابيث موينيهان بدور الملكة غونهنيلد من الدنمارك، زوجة الملك هوريك
- كارل شعبان بدور يسوع، يظهر في الرؤى

## الحلقات
| ر. الإجمالي | ر. في الموسم | العنوان        | المخرج        | الكاتب      | تاريخ العرض الأصلي |
| ----------- | ------------ | -------------- | ------------- | ----------- | ------------------ |
| 10          | 1            | «إخوة الحرب»   | سياران دونيلي | مايكل هيرست | 27 فبراير 2014     |
| 11          | 2            | «احتلال»       | سياران دونيلي | مايكل هيرست | 6 مارس 2014        |
| 12          | 3            | «خيانة»        | كين جيروتي    | مايكل هيرست | 13 مارس 2014       |
| 13          | 4            | «العين بالعين» | كين جيروتي    | مايكل هيرست | 20 مارس 2014       |
| 14          | 5            | «أجوبة الدم»   | جيف وولنو     | مايكل هيرست | 27 مارس 2014       |
| 15          | 6            | «غير مغفور»    | جيف وولنو     | مايكل هيرست | 3 أبريل 2014       |
| 16          | 7            | «النسر الدامي» | كاري سكوغلاند | مايكل هيرست | 10 أبريل 2014      |
| 17          | 8            | «بلا عظام»     | كاري سكوغلاند | مايكل هيرست | 17 أبريل 2014      |
| 18          | 9            | «الاختيار»     | كين جيروتي    | مايكل هيرست | 24 أبريل 2014      |
| 19          | 10           | «صلوات الإله»  | كين جيروتي    | مايكل هيرست | 1 مايو 2014        |

## الإنتاج

### الموسيقى
تم تأليف النوتة الموسيقية للموسم الثاني من قبل تريفور موريس بالتعاون مع إينار سيلفيك وستيف تافاجليوني وبريان كيلجور. التسلسل الافتتاحي مصحوب مرة أخرى بأغنية If I Had a Heart للمغنية Fever Ray.
تم إصدار ألبوم الموسيقى التصويرية في 13 يونيو 2014 بواسطة شركة Sony Classical Records.
ظهرت موسيقى إضافية غير أصلية للمجموعة الموسيقية النرويجية Wardruna في حلقات "Eye For an Eye" و "Blood Eagle" و "Boneless" و "The Lord's Prayer". المسارات المميزة - التي لم يتم تضمينها في إصدار الموسيقى التصويرية - هي "EhwaR" و "Algir - Tognatale" و "Dagr" و "Bjarkan" و "Løyndomsriss" و "Heimta Thursday" و "IngwaR" و "Solringen" و " Helvegen و Sowelu و Gibu.[بحاجة لمصدر]

## وصلات فنية
- (بالإنجليزية)
- فايكنغز  في قاعدة بيانات الأفلام على الإنترنت (بالإنجليزية)